# Crystal Palace (Londen)
Crystal Palace is een wijk in het zuidoosten van de regio Groot-Londen. De wijk kent geen duidelijke begrenzing en strekt zich uit over vijf Londense boroughs: Lambeth, Southwark, Lewisham, Croydon en Bromley. Crystal Palace is tevens de naam van een kiesdistrict of ward.
De wijk is genoemd naar het beroemde gebouw dat er ooit stond, het Crystal Palace. In de wijk staan twee radiozenders, een in Crystal Palace Park en de andere op een berg ten zuiden daarvan.